# Oncostele
Genre
Classification phylogénétique
Le nothogenre Oncostele (abréviation: Ons.) est un genre hybride de plantes de la famille des Orchidaceae. Il est issu du croisement entre les genres Oncidium et Rhynchostele, tous deux appartenant à la sous-tribu des Oncidiinae.
Certains cultivars sont parfois commercialisés sous le nom de Colmanara, mais le genre hybride × Colmanara est en fait un croisement entre les genres Miltonia, Odontoglossum et Oncidium,. D'autres l'étaient sous le nom x Odontocidium (en) qui est lui un hybride entre Odontoglossum et Oncidium.
Un exemple parmi tant d'autres est celui d' x Oncostele 'Wildcat' créé en 1992 sous le nom de x Colmanara 'Wildcat', renommé ensuite x Odontocidium 'Wildcat' avant que les progrès de la phylogénétique permettent de classer ce cultivar dans le genre x Oncostele en 2003.

## Hybridation
Oncidium, Sw., (1800) x Rhynchostele, Rchb.f., Bot. Zeitung (Berlin) 10: 770 (1852).

⇒ x Oncostele, J.M.H.Shaw, Orchid Rev. 111(1254, Suppl.): 96 (2003).

## Description et biologie
Les deux genres botaniques sont originaires d'Amérique du Sud, le genre Oncidium se trouvant à l'état naturel en Amérique tropicale et subtropicale. Le genre Rhynchostele a une aire de répartition naturelle allant du Mexique au Nord-ouest du Vénézuela.
Orchidée à pseudobulbe.

## Quelques Cultivars

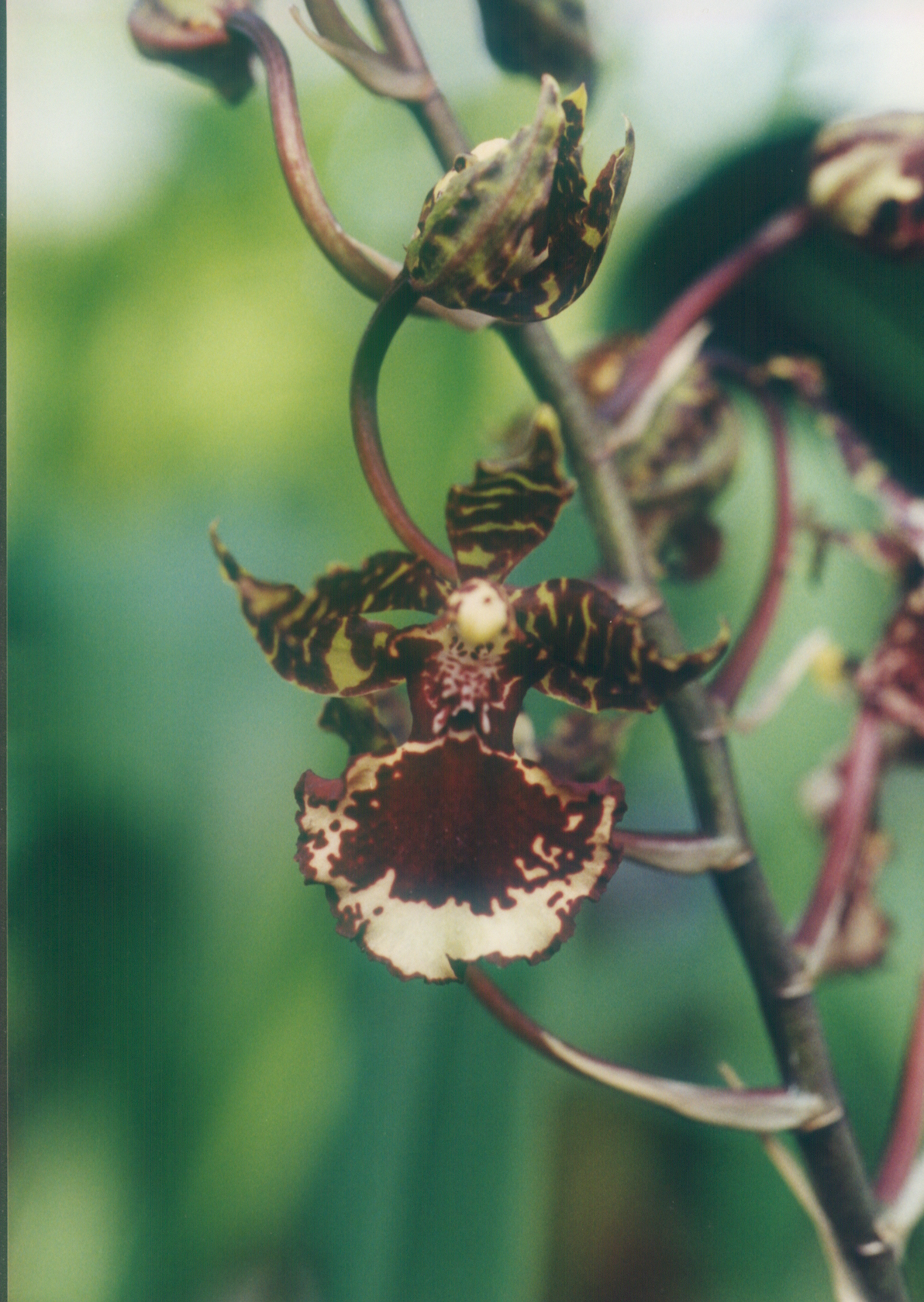
Ons. 'Everglades Elegance'

- Hybrides primaires[N 1] :
  - Ons. Black Beauty, Santa Barbara (1988) = Rst. bictoniense × Onc. leucochilum
  - Ons. Compadre Juan Manzur, S.Cusi (2007) =  Onc. phalaenopsis × Rst. rossii
  - Ons. Elske Stolze, L.Stolze (1978) = Onc. sotoanum × Rst. bictoniensis (basionyme: Odontocidium)
  - Ons. Feathers, Woodland (2006) = Onc. maculatum × Rst. rossii
  - Ons. Rustic Bridge, Rod McLellan Co. (1981) = Onc. fuscatum × Rst. uroskinneri
- Ons. Accubus, Okika (2011) = Ons. [Odcdm.] Succubus × Onc. Angel Island
- Ons. Aka’s Midnight, A.Buckman (2007) = Ons. [Odm.] Midnight Miracles × Onc. Sharry Baby
- Ons. Aloha Sparks, J.W.McCully (1999) = Ons. Lorraine's Fourteenth Woc × Onc. Redhot Spark (basionyme: Vuylstekeara)
- Ons. Anneliese Rothenberger, Elle & Co. (1975) = Rst. bictoniensis × Onc. Goldrausch (1975)
- Ons. Bittersweet, Featherhill (1982) = Rst. bictoniensis × Onc. Crowborough (basionyme: Odontocidium)
- Ons. Catatante, OrchidWorks (J.W.McCully) (2002) = Onc. Sphacetante × Ons. Wildcat
- Ons. Christa Sang, H.Sang (1988) = Rst. rossii × Onc. Stonehurst Yellow
- Ons. Daydream, Leroy Orch. (G.Day) (2011)= Onc. [Oda.] Victoria Village × Ons. [Odm.] Joyce Stewart
- Ons. Everglades Elegance, Everglades (1992) = Onc. Colon × Rst. bictoniensis
- Ons. Falala, Troweena (J.Woodward) (2007) = Rst. [Odm.] Solola × Onc. forbesii
- Ons. Golden Trident, Br.B.Gerrard (1982) = Rst. bictoniensis × Onc. Tiger Hambühren
- Ons. Hambühren, Elle & Co. (1974) = Rst. rossii × Onc. Feuerschein (basionyme: Odontioda)
- Ons. Hilo Sweetheart, J.Fang (2011) = Ons. [Colm.] Catatante × Onc. [Oda.] Hilo Glory
- Ons. Holm’s Feuernugget, M.Holm (2012) = Rst. [Odm.] Red Nugget × Onc. [Oda.] Feuerkugel
- Ons. Holm’s Surprise, M.Holm (2012) = Rst. [Odm.] bictoniensis × Ons. [Odm.] Margarete Holm
- Ons. Irene’s Dream, Mauna Kea Orch. (J.W.McCully) (2009) = Rst. [Odm.] Stamfordiense × Onc. [Odtna.] Irene
- Ons. Long Shore, Everglades (2005) = Onc. Tai × Rst. [Odm.] londesboroughiana
- Ons. Lorraine's Fourteenth Woc, Rod McLellan Co. (1993) = Ons. Rustic Bridge × Onc. Debutante
- Ons. Margarete Holm (1983), B.Holm (1983) = Rst. bictoniensis × Onc. Hans Koch (basionyme: Odontoglossum)
- Ons. Margarete Holm (1988), H.Doll (1988) = Rst. Bic-ross × Onc. Adolf Röhl (basionyme: Odontioda)
- Ons. Mona Lisa, J.Fang (2012) = Onc. [Wils.] Lisa Devos × Ons. [Colm.] Catatante
- Ons. Pacific Perspective, OrchidWorks (J.W.McCully) (2002) = Ons. Black Beauty ×  Onc. Yeadon (basionyme: Wilsonara)
- Ons. Red Silk, J.Fang (2012) = Ons. [Vuyl.] Aloha Sparks × Onc. [Oda.] Aissa McLaughlin
- Ons. Ro Dinkey, G.Staal (2010) = Rst. [Odm.] bictoniensis × Onc. [Mex.] ghiesbreghtianum
- Ons. Sang’s Goldstar, H.Sang (2012) =   Rst. [Odm.] Aspersum × Onc. [Odm.] Hambühren Gold
- Ons. Seductive, Okika (2011) = Ons. [Colm.] Wildcat × Onc. [Oda.] Tipples
- Ons. Showy Night, Sato Orch. (2006) = Onc. ornithorhynchum × Ons. [Odm.] Midnight Miracles
- Ons. Teipels Bic-Panda, P.Teipel (2012) = Rst. [Odm.] bictoniensis × Onc. [Oda.] Teipels Panda
- Ons. The Mistress, Okika (2011) = Ons. [Colm.] Catatante × Onc. [Oda.] Nationhood
- Ons. Tiger Barb, Golden Gate (1989) = Rst. maculata × Onc. Tiger Hambühren (basionyme: Odontocidium)
- Ons. Wildcat, Rod McLellan Co. (1992) = Ons. Rustic Bridge × Onc. Crowborough (1965)